# Vijon
Vijon is een gemeente in het Franse departement Indre (regio Centre-Val de Loire) en telt 313 inwoners (2004). De plaats maakt deel uit van het arrondissement La Châtre.

## Geografie
De oppervlakte van Vijon bedraagt 21,2 km², de bevolkingsdichtheid is 14,8 inwoners per km².
De onderstaande kaart toont de ligging van Vijon met de belangrijkste infrastructuur en aangrenzende gemeenten.

## Demografie
Onderstaande figuur toont het verloop van het inwonertal (bron: INSEE-tellingen).

## Externe links

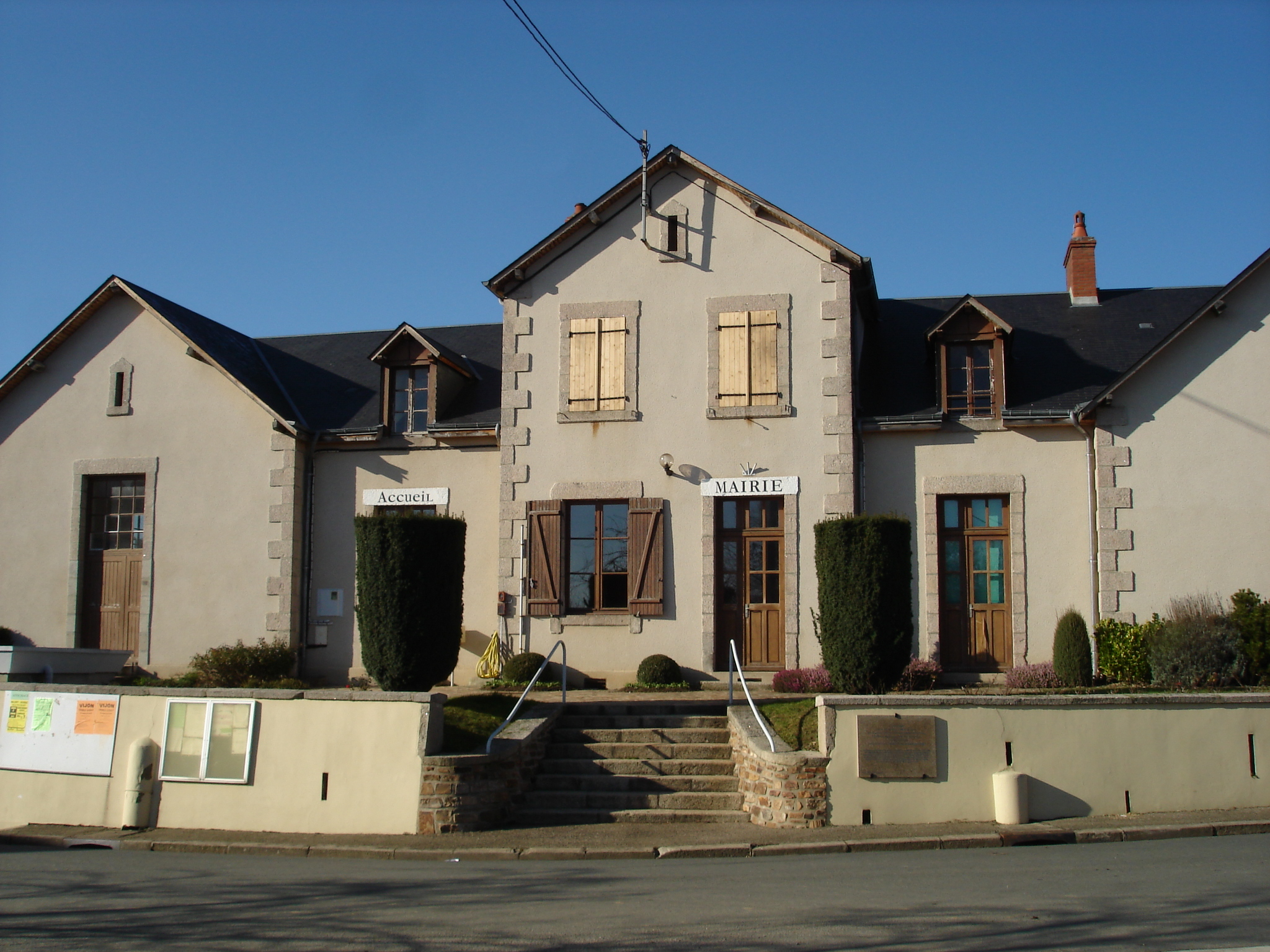
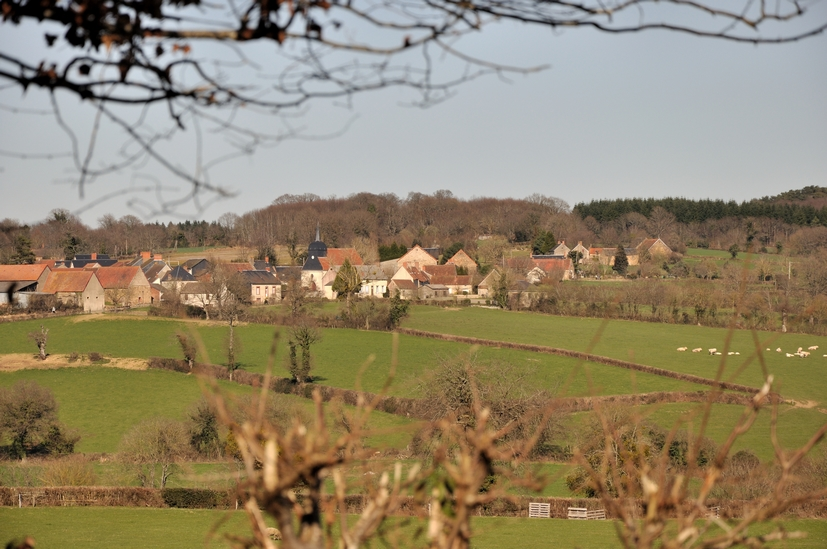
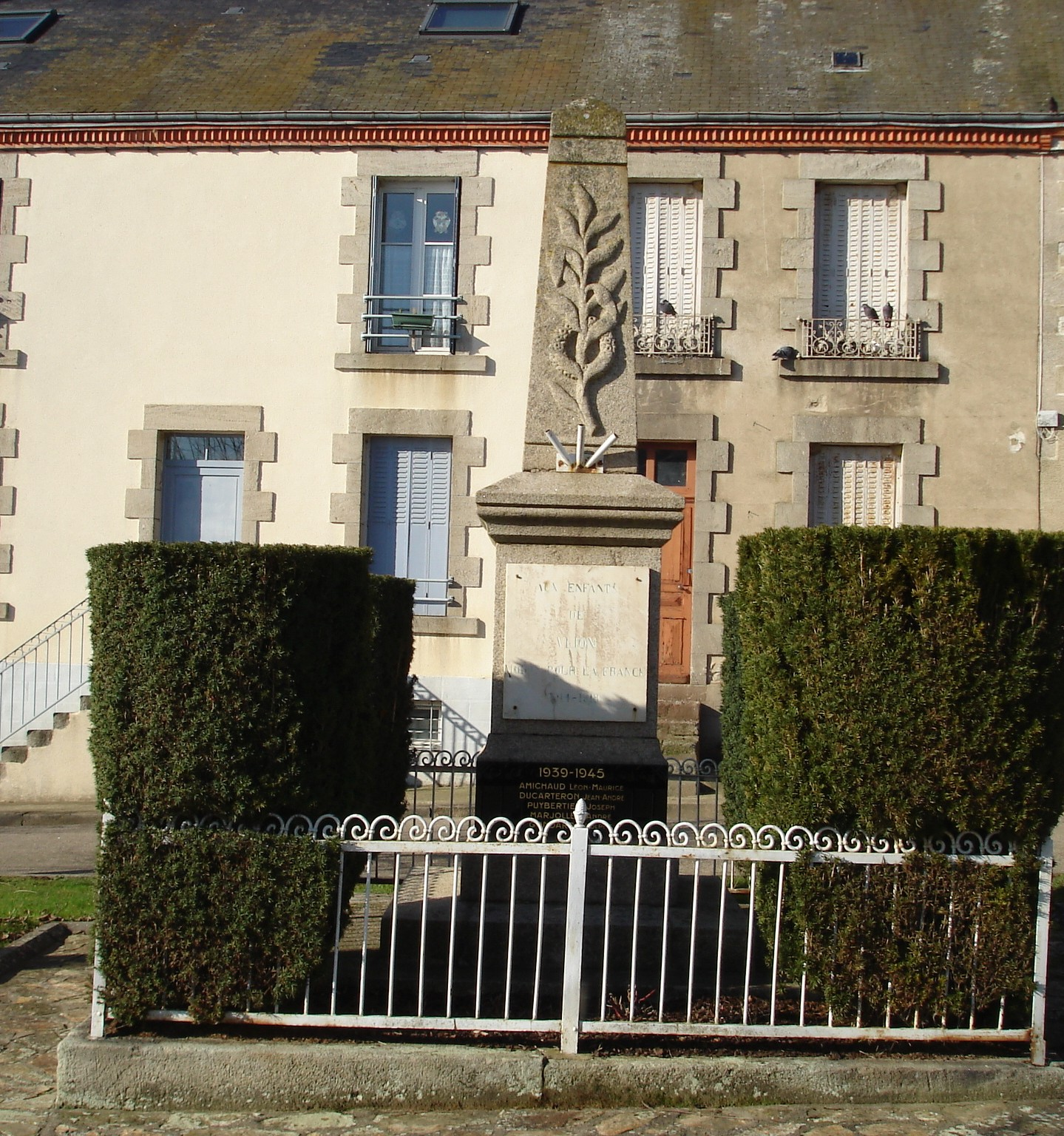
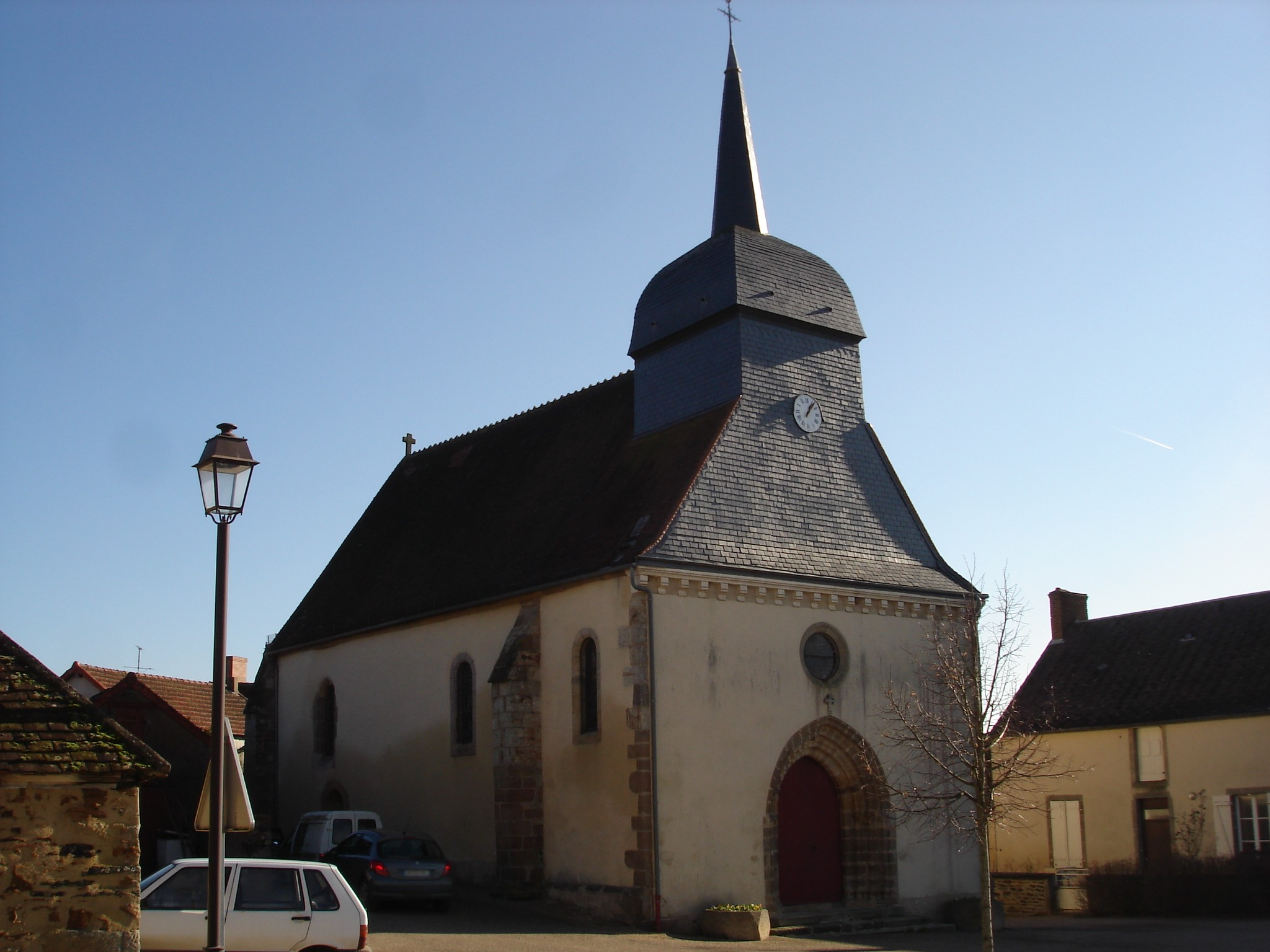